# Morjärvs kyrka
Morjärvs kyrka ligger högt på en tallbevuxen rullstensås invid Kalix älv i Morjärv, Kalix kommun. Den tillhör Kalix församling i Luleå stift.

## Bakgrund
Kyrkan uppfördes 1928-1929 av byggmästare S. A. Englund, Kalix, efter ritningar utförda av Torben Grut. Den invigdes i augusti 1929 av biskop Olof Bergqvist. Bygget utfördes av en stiftelse, som hade stöd av en till en början anonym donator, som senare visade sig vara Lotty Bruzelius. Hon anlitade arkitekt och bestämde även vem som skulle måla alktartavlan. Först 1950 kom kyrkan att tillhöra församlingen.   

## Kyrkobyggnaden
Byggnaden är en långkyrka med koret i söder. En lång och brant trappa leder upp till huvudingången i öster, som ligger i bottenvåningen till det sidoställda, kampanilliknande klocktornet i tre avsatser. Långhuset är högt, med slät vitmålad lockpanel som ger intryck av slät vägg. Sadeltaket är täckt med svart plåt. Fönstren är smala och höga och fönster- och dörromfattningar är målade i gråblått. På västra långväggen ansluter vid västra långväggen en utanpåliggande sakristia. 

## Interiör
Kyrkorummets tunnvälvda tak är illusoriskt målat som ett kassettak med gråa fält på gul botten. Golvet är av trä och bänkinredningen är fast. Väggarna har träpaneler och pilastrar marmorerade i vitt-blått, gult-rött. Orgelläktaren ligger i norr. All inredning ritades av arkitekten, som även färgsatte interiören i ljusa oljefärger.
År 1958 målades kyrkan om under ledning av konstnären Fritiof Erichson. Kyrkan restaurerades 1975-1976 under Bertil Franklins ledning, då den ursprungliga färgsättningen övergavs till förmån för starkare kulörer i ljusblått, gult och rödbrunt. I slutet av 1990-talet uppfördes en tillbyggnad med pulpettak vid övergången mellan torn och långhus

## Inventarier
- Altartavlan är utförd av Gerda Höglund i Stockholm och har motivet den uppståndne Jesus.

## Omgivning
- Norr om kyrkan ligger församlingshemmet som är ett gammalt EFS-kapell från 1910-talet.
- Den muromgärdade kyrkogården ligger uppe på åsen väster om kyrkan och avskiljd från denna genom ett tallskogsparti. På kyrkogården ligger ett litet gravkapell i samma arkitektur som kyrkan.
- Mellan kyrkan och kyrkogården står ett modernt, lågt servicehus insprängt i tallskogen.